# Quiteria
Quiteria (Braga, ... – Aire-sur-l'Adour, 22 maggio V secolo) è stata una martire cristiana, venerata come santa della Chiesa cattolica che la ricorda il 22 maggio.

## Agiografia
Di Quiteria non si sa nulla tranne il suo nome e il suo culto, di cui parla anche Gregorio di Tours.
Ci sono due leggende riguardanti il culto di Quiteria. La prima afferma che quest'ultima sia nata da un principe della Galizia che voleva farla sposare in modo che rinunciasse al cristianesimo. Quiteria scappò e gli uomini del padre la decapitarono a Aire-sur-l'Adour.
La seconda è di origine portoghese. Essa afferma che Quiteria era nata da un ufficiale dell'Impero Romano. La madre di Quiteria, disgustata dal fatto di aver partorito insieme nove bambine come se fosse stata una bestia, ordinò a una serva di farle annegare nel fiume. La serva disobbedì e diede in affido le bambine ad alcune donne locali. Da adulte le nove sorelle rinnegarono le divinità romane e furono condotte da loro padre. Quest'ultimo le riconobbe come figlie e volle che sposassero ufficiali romani; loro rifiutarono e furono rinchiuse in una torre. Tuttavia esse riuscirono a scappare liberando anche gli altri prigionieri. Successivamente guidarono una guerriglia contro l'Impero Romano, sui monti. Quiteria fu catturata e martirizzata.

## Culto
Appare nel Martirologio romano, ma non in quelli più antichi come il Martyrologium Hieronymianum.
Quiteria è venerata anche in Portogallo, ove però le è attribuita una diversa leggenda.